# 下谷
下谷（したや）は、東京都台東区の町名。または、旧東京市下谷区の範囲を指す地域名である。

## 下谷（地域）
東京都台東区のおよそ西半分を範囲とし、江戸・東京の下町を構成している地域の一つである。下谷は浅草・本所・深川と並ぶ、東京下町の外郭をなす。
概ね東京旧市内で、高台に比べ低地を多く占める旧区分を下町としている。そのため旧下谷区に属する下谷地域は下町に当たる。
浅草区との合併後も住居表示の実施以前は「下谷○○町」と旧下谷区内大半の町が下谷を冠称していた。区画ごとに住居表示実施による町名変更を行ったため、旧下谷区と旧浅草区との境目を、一目で判別するのは難しくなっている。現在においては町会、警察署や消防署の管轄などで当時の区境や町境を継承している。

### 歴史

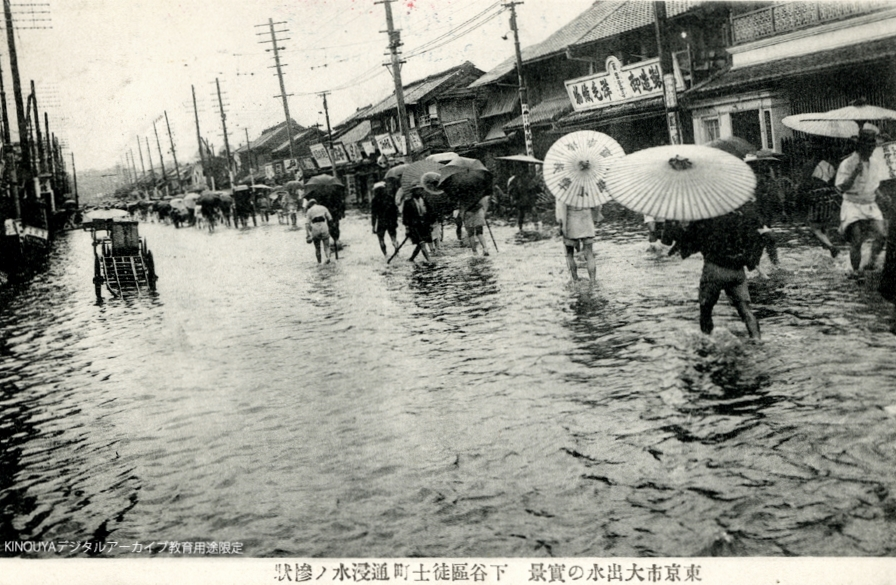
東京下谷区、1910年（明治43年）。荒川（現在の隅田川）氾濫により水害が発生している。

縄文時代まで、上野の高台以外は広大な湿地が広がる場所であった。当時の利根川からの土砂が堆積しその河岸（現在の浅草）は早くから陸地化が進み微高地となったが、江戸時代初期に埋め立てられるまでは、広大な沼沢のままだった（姫ヶ池、千束池）。
明治時代には、従来の下谷以外の谷中や上野の高台も含めて東京15区の一つ、下谷区となり、この地も全域が下谷区の一部であった。
1914年（大正3年）4月、二長町でペストが発生。年末までに41人が死亡。
第二次世界大戦では空襲により多大な被害を受ける。上野駅から御徒町駅にかけての高架沿いには戦後の混乱期にアメヤ横丁（通称：アメ横）ができる。
「びっくり下谷の広徳寺」と「恐れ入谷の鬼子母神」と並んで有名な地口になっている。この広徳寺はかつて下谷にあった。

### 地名の由来
下谷という地名は上野や湯島といった高台、または上野台地が忍ヶ岡と称されていたことから、その谷間の下であることが由来で江戸時代以前から下谷村という地名であった。本来の下谷は下谷広小路（現在の上野広小路）辺りで、現在の下谷は旧：坂本村に含まれる地域が大半である。
ちなみに旧地名の坂本（村）の由来については、寛永寺（東叡山）のモデルとなった延暦寺（比叡山）東麓にあった門前町坂本に因んだとする説があるが、寛永寺が創建された元和年間よりも以前の天正年間には既に「坂本」の地名が存在したとする説もある。

### 沿革
- 1590年：領地替えで江戸に移った徳川家康により姫ヶ池、千束池が埋め立てられる。寛永寺が完成すると下谷村は門前町として栄える。江戸の人口増加、拡大に伴い奥州街道裏道（現：金杉通り）沿いに発展する。江戸時代は商人の町として江戸文化の中心的役割を担った。
- 1657年：明暦の大火の後、火除地として下谷広小路（上野広小路）が整備される。
- 1713年：下谷町として江戸に編入される。
- 1868年：上野の山に彰義隊が立て篭り新政府軍と戦闘、寛永寺の多くの建物が焼失する。その後、上野の山は日本初の公園の一つである上野公園になる。
- 1877年：第一回内国勧業博覧会が上野公園で開催された。
- 1878年：東京15区の一つとして下谷区が成立。
- 1882年：嘉納治五郎が下谷稲荷町の永昌寺に講道館を作る。（後に、文京区春日町に移転）
- 1883年：日本鉄道会社の上野 - 熊谷間が開通し上野駅が開業する。その後上野駅は北陸、東北への玄関口となり駅周辺はさらに発展する。
- 1885年：上野佐竹原に高村光雲らが大仏の張りぼてを作る。
- 1888年：下谷区上野西黒門町に日本初の本格的ヨーロッパ風カフェ「可否茶館」が開店する。4年後には閉店。
- 1900年：下谷区二長町に凸版印刷合資会社が設立される。
- 1910年：東京大水害（明治43年の大水害）。下谷三輪町などが冠水した[4]。
- 1912年：鶯谷駅ができる
- 1927年：東洋初の地下鉄である東京地下鉄道（上野 - 浅草間、現在の銀座線）が開通する。
- 1947年：浅草区と合併し台東区となる。
- 1985年：東北新幹線が上野駅まで乗り入れる。

### 住民
台東区下谷地域内で代を重ねた住人は「下谷っ子」と呼ばれ、江戸っ子の代名詞となっている。下谷に限らず、東京下町の各所で「（地域名）っ子」の呼び名を好んで使う傾向にある。その理由の一つとして、江戸時代から継続して江戸城下町で代を重ねている住人（＝江戸っ子）が極めて少数となってしまい、「江戸っ子」という単語が徐々に使用されなくなっている実情が挙げられる。

### 地域
下谷地域に該当する現町名
| - 秋葉原 - 池之端 - 入谷 - 上野 - 上野公園 | - 上野桜木 - 北上野 - 下谷 - 台東 | - 根岸 - 三ノ輪 - 谷中 - 竜泉 | - 千束（2丁目33番-36番） - 日本堤（2丁目36番-39番） - 東上野（1 - 5丁目） - 松が谷（3丁目10番-23番、4丁目） |

## 下谷（町名）
昭和通り沿いに町が開けており、台東区北西エリアを管轄とする、行政機関が集まっている町である。現行行政地名は下谷一丁目から下谷三丁目。郵便番号は110-0004。

### 地理
下谷地域の北部に位置する。

#### 地名の由来
旧下谷金杉町、下谷坂本町などが、住居表示実施により採用。下谷地域・区名が由来である。
旧来の下谷に当たる、現在の上野（一部）が住居表示実施のため消滅。「下谷○○町」と下谷を冠称していた町も相次いで町名変更。そのため歴史ある「下谷」の地名を絶やさないために町名として採用され現在に至る。

#### 地価
住宅地の地価は、2024年（令和6年）7月1日の地価調査によれば、下谷1-4-10の地点で147万円/m2、下谷3-14-4の地点で94万5000円/m2となっている。

### 世帯数と人口
2025年（令和7年）3月1日現在（台東区発表）の世帯数と人口は以下の通りである。
| 丁目       | 世帯数    | 人口    |
| ---------- | --------- | ------- |
| 下谷一丁目 | 1,274世帯 | 2,096人 |
| 下谷二丁目 | 2,067世帯 | 3,268人 |
| 下谷三丁目 | 1,459世帯 | 2,269人 |
| 計         | 4,800世帯 | 7,633人 |

#### 人口の変遷
国勢調査による人口の推移。
| 年                 | 人口  |
| ------------------ | ----- |
| 1995年（平成7年）  | 5,086 |
| 2000年（平成12年） | 4,937 |
| 2005年（平成17年） | 6,161 |
| 2010年（平成22年） | 6,516 |
| 2015年（平成27年） | 7,408 |
| 2020年（令和2年）  | 7,538 |

#### 世帯数の変遷
国勢調査による世帯数の推移。
| 年                 | 世帯数 |
| ------------------ | ------ |
| 1995年（平成7年）  | 2,258  |
| 2000年（平成12年） | 2,376  |
| 2005年（平成17年） | 3,089  |
| 2010年（平成22年） | 3,564  |
| 2015年（平成27年） | 4,148  |
| 2020年（令和2年）  | 4,338  |

### 学区
区立小・中学校に通う場合、学区は以下の通りとなる（2023年9月現在）。
| 丁目       | 番地                                   | 小学校               | 中学校             |
| ---------- | -------------------------------------- | -------------------- | ------------------ |
| 下谷一丁目 | 全域                                   | 台東区立大正小学校   | 台東区立忍岡中学校 |
| 下谷二丁目 | 3〜5番 6番2〜10号 10〜12番 13番7〜13号 | 台東区立大正小学校   | 台東区立忍岡中学校 |
| 下谷二丁目 | 1〜2番 6番1・11〜15号 7〜9番 13番6号   | 台東区立大正小学校   | 台東区立柏葉中学校 |
| 下谷二丁目 | 13番1〜5・14〜24号 14〜24番            | 台東区立金曽木小学校 | 台東区立柏葉中学校 |
| 下谷三丁目 | 全域                                   | 台東区立金曽木小学校 | 台東区立柏葉中学校 |

### 事業所
2021年（令和3年）現在の経済センサス調査による事業所数と従業員数は以下の通りである。
| 丁目       | 事業所数  | 従業員数 |
| ---------- | --------- | -------- |
| 下谷一丁目 | 116事業所 | 1,546人  |
| 下谷二丁目 | 168事業所 | 858人    |
| 下谷三丁目 | 130事業所 | 1,269人  |
| 計         | 414事業所 | 3,673人  |

#### 事業者数の変遷
経済センサスによる事業所数の推移。
| 年                 | 事業者数 |
| ------------------ | -------- |
| 2016年（平成28年） | 401      |
| 2021年（令和3年）  | 414      |

#### 従業員数の変遷
経済センサスによる従業員数の推移。
| 年                 | 従業員数 |
| ------------------ | -------- |
| 2016年（平成28年） | 3,255    |
| 2021年（令和3年）  | 3,673    |

### 施設
公園
- 金杉公園

教育
- 台東区立柏葉中学校
- 台東区立たいとうこども園（旧・台東幼稚園）

機関
- 下谷警察署 - 同町が所在地で、周辺の管轄に当たる。
- 東京上野税務署 - 旧称：下谷税務署、現在は池之端1丁目にあり台東区下谷地域を管轄する。

企業
- 上野郵便局

### 観光
名所・史跡
- 真源寺
- 小野照崎神社 - 境内に「下谷坂本の富士塚」（重要有形民俗文化財）がある。なお下谷神社は東上野にある神社であり、下谷は小野照崎神社の氏子地域である。

### 交通
鉄道
- 東京メトロ日比谷線 入谷駅 - 出入口が設けられている。（所在地：入谷）

道路
- 国道4号（昭和通り）
- 東京都道319号環状三号線（言問通り）
- 東京都道452号神田白山線

首都高速道路・出入口
- 首都高速1号上野線
- 入谷出入口